# پاپا اسیدو
پاپا کوآکی اسیدو (انگلیسی: Paapa Kwaakye Essiedu، ‎/ˈpɑːpə ˌɛsiˈeɪduː/‎؛ زادهٔ ۱۱ ژوئن ۱۹۹۰) بازیگر اهل بریتانیا است. او حرفه بازیگری خود را در سال ۲۰۱۲ زمانی که به گروه بازیگری رویال شکسپیر کامپنی پیوست، آغاز کرد و در نمایش‌های مختلفی از جمله همسران خوش ویندزور (۲۰۱۲)، شاه لیر (۲۰۱۴)، هملت (۲۰۱۶) و رومئو و ژولیت (۲۰۱۶) به ایفای نقش پرداخت.
دوره موفقیت او با نقش‌آفرینی در مینی‌سریال ممکن است تو را نابود کنم (۲۰۲۰) از شبکه اچ‌بی‌او آغاز شد که برای این نقش نامزد دریافت جایزه امی ساعات پربیننده و جایزه تلویزیونی بفتا شد. او همچنین نقش جورج بولین را در مینی‌سریال آن بولین (۲۰۲۱) بازی کرد. علاوه بر این، او در سریال‌هایی همچون خلافکاران لندن (۲۰۲۰–۲۰۲۲)، سریال علمی تخیلی پروژه لازاروس (۲۰۲۰–۲۰۲۳) و قسمت اهریمن ۷۹ از مجموعه آینه سیاه (۲۰۲۳) نقش‌های اصلی را ایفا کرده است.
اسیدو اولین تجربه سینمایی خود را با نقش پلیس در فیلم معمایی قتل در قطار سریع‌السیر شرق (۲۰۱۷) به کارگردانی کنت برانا آغاز کرد. او سپس در فیلم ترسناک مردان (۲۰۲۲)، فیلم فانتزی جینی (۲۰۲۳) و فیلم درام اوت ران (۲۰۲۴) حضور داشت. علاوه بر این، او بازی‌های برجسته‌ای در تئاتر از جمله نمایش یک عدد (۲۰۲۲) اثر کاریل چرچیل و افکت (۲۰۲۳–۲۰۲۴) اثر لوسی پربل داشت که تحسین منتقدان را برانگیخت.